# James Walker (ciclista)
James Walker (1897) è stato un pistard sudafricano.

## Palmarès

### Olimpiadi
- Argento a Anversa 1920 nel tandem.
- Bronzo a Anversa 1920 nell'inseguimento a squadre.